# علاج مخدر

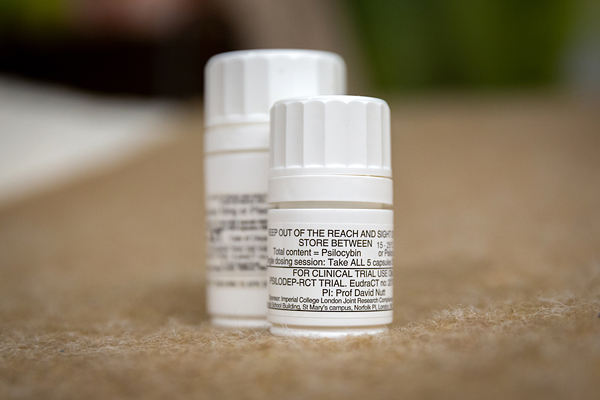

يشير العلاج المخدر (بالإنجليزية: Psychedelic therapy)‏ إلى ممارسات علاجية تشتمل على عقاقير مخدرة، وتستخدم في كثير من الأحيان تخديرات سِيرُوتونينِية المفعول، مثل: ثنائي إيثيل أميد حمض الليسرجيك ويختصر إلى LSD ، والسيلوسب، وثنائي ميثيل التريبتامين ويختصر إلى DMT، وإكستاسي ويختصر إلى MDMA، والمسكالين، ومادة 2C-B. ويبقى المرضى بشكل عام في العلاج المخدر، وعلى عكس الأدوية النفسية التقليدية التي يتناولها المريض بانتظام أو عند الحاجة، في جلسة علاج نفسي ممتدة خلال مفعول المخدر الحاد، مع جلسات إضافية في البداية أو فيما بعد، من أجل المساعدة في مشاركة التجارب مع العقار.

## التاريخ

### بواكير العلاج المخدر
ربما يعود مفهوم العلاج المخدر، بالمعنى الواسع المحتمل للمصطلح، إلى معرفة النباتات المهلوسة ما قبل التاريخية. فهي تنمو بشكل طبيعي في نوع معين من الصبار، وفي بعض البذور واللحاء والجذور للنباتات المختلفة. واستخدم الكهان ورجال الطب منذ أقدم العصور، المواد المخدرة بوصفها طريقًا للدخول إلى عالم الروح. وبالرغم من رؤيتها عادة بوصفها أشياء روحية بالدرجة الأولى في الطبيعة، فإنه يمكن التعرف على عناصر ممارسة العلاج النفسي في الطقوس الشامانية أو المولدة للشعور الروحي لدى العديد من الثقافات.

### البحث في منتصف القرن العشرين
بعد فترة قصيرة من اكتشاف ألبرت هوفمان لخواص عقار إل إس دى ذات التأثير النفسي في عام 1943، بدأت معامل ساندوز في توزيع عقار إل إس دى للباحثين على نطاق واسع في عام 1949. وأجرى العلماء في العديد من الدول، خلال فترة الخمسينيات والستينيات من القرن العشرين، بحثًا مكثفًا في استخدامات العقاقير المخدرة في العلاجات الكيميائية والنفسية التجريبية. بالإضافة إلى عقد ستة مؤتمرات دولية وإصدار عشرات الكتب، ونُشر بحلول منتصف ستينيات القرن العشرين، ما يزيد على 1000 ورقة علمية إكلينيكية راجعها النظراء، إذ وصفت بالتفصيل استخدام المركبات المخدرة (والتي أعطيت لما يقارب 40000 مريض). واعتقد المؤيدون أن العقاقير المخدرة قد سهلت من عمليات التحليل النفسي، ما يجعلها مفيدة بشكل خاص للمرضى الذين يعانون من حالات مثل إدمان الكحول الذي يصعب علاجه من ناحية أخرى. ومع ذلك فإن العديد من تلك المحاولات لم تتفق مع المعايير المنهجية المطلوبة اليوم.
وشعر باحثون مثل تيموثي ليري أن العقاقير المخدرة يمكنها أن تغير من تركيب الشخصية الأساسي أو نظام القيمة الشخصية للفرد نحو نفع كبير محتمل. وأجرى تيموثي بدءًا من عام 1961 تجارب على نزلاء السجون لمحاولة التقليل من الانتكاسة أو العودة إلى الجريمة، من خلال جلسات علاج نفسي مكثفة وقصيرة. وتناول المشاركين عقار سيلوسبن خلال تلك الجلسات على أسابيع متباعدة، مع جلسات علاج جماعي منتظم فيما بينها. وطُبق العلاج المخدر أيضًا على عدد من تجمعات أخرى معينة من المرضى، بما في ذلك مدمني الكحول والأطفال المصابون بالتوحد والأشخاص الذين يعانون من أمراض لا أمل في شفائها.

### التنظيم والحظر في أواخر القرن العشرين
نتج عن المخاوف التي أثيرت طول ستينيات القرن العشرين بشأن انتشار استخدام الجمهور العام للعقاقير المخدرة بشكل غير مصرح به (وعلى الأخص، الثقافة المضادة)، فرض قيود شديدة بشكل متزايد على الأبحاث الطبية والنفسية التي تستخدم المواد المخدرة. ومنعت العديد من الدول عقار إل إس دى، إما بشكل صريح أو جعلته نادرًا للغاية، وأوقفت معامل ساندوز تماشيًا مع المخاوف الحكومية، إنتاج عقار إل إس دى في عام 1965. وتسائل السيناتور روبرت كينيدي خلال جلسة استماع في الكونجرس عام 1966 عن التحول في الرأي، قائلًا: ربما فقدنا إلى حد ما رؤية حقيقة عقار إل إس دى وإمكانيته في أن يكون ذو نفع شديد للغاية في مجتمعنا إذا استُخدم بشكل صحيح. ونشر دالبرج وزملائه مقالًا في عام 1968 في المجلة الأمريكية للطب النفسي، وأظهر فيه بالتفصيل القوى العديدة التي نجحت في تشويه شرعية أبحاث عقار إل إس دى. ويُحاجج المقال بأن الأفراد في الحكومة وصناعة الأدوية قاموا بتخريب توجه البحث في الأدوية المخدرة، عن طريق إلغاء الدراسات والتحليلات الجارية، مع توصيف العلماء الحقيقيين على أنهم دجالين.
توفقت الدراسات حول التطبيقات الطبية للعقاقير المخدرة بشكل كامل في الولايات المتحدة، عندما صدر قانون المواد الخاضعة للرقابة في عام 1970. وضُع عقار إل إس دى والعديد من العقاقير المخدرة الأخرى في فئة الجدول الأول الأكثر تقييدًا كما صنفته الإدارة التنفيذية للعقاقير في الولايات المتحدة. فهناك زعم بامتلاك مركبات الجدول الأول لإمكانية واضحة لسوء الاستخدام والإدمان، وليس لديها قيمة طبية معروفة، ويجعلها ذلك غير قانونية للاستخدام في الولايات المتحدة لأي غرض بشكل فعلي. وبالرغم من اعتراضات المجتمع العلمي، فإن الأبحاث المعتمدة في مجال التطبيقات العلاجية للعقاقير المخدرة قد توقفت في شتى أنحاء العالم بحلول ثمانينيات القرن العشرين.
وبصرف النظر عن الحظر الواسع، فقد استمرت بالرغم من ذلك جلسات علاجية وأبحاث حول المواد المخدرة بشكل غير رسمي في العقود التالية. واستغل بعض المعالجين منافذ الفرصة السابقة على جدولة مواد معينة، أو طُور بدلًا من ذلك آليات غير دوائية مثل التنفس الخارق من أجل تحقيق حالات مشابهة من الوعي. قام مُعالجين مرخصين وأشخاص متعلمين ذاتيًا في المجتمع العلمي بإجراء علاجات مخدرة غير رسمية مكونة من جلسات في شبكات بعيدة عن الأنظار وبشكل سري. ونتيجة للطبيعة غير القانونية إلى حد كبير للعلاج المخدر في تلك الفترة، كانت المعلومات المتوفرة قليلة فيما يتعلق بالأساليب المستخدمة. وقد نشر الأفراد المعلومات فيما بين عام 1980 وعام 2000، المتعلقة بالعلاج النفسي المخدر، ومن ضمنهم جورج جرير، وآن شولجن (كتاب تيكال بالمشاركة مع ألكسندر شولجن)، وميرون ستولاروف (كتاب الرئيس السري، فيما يتعلق بالعلاج السري الذي أجراه ليو زيف)، وأثناسيوس كافكاليدس.

## التطبيقات

### في إدمان الكحول
بحثت الدراسات التي أجراها همفري أوسموند وبيتي إيزنر وآخرون، في إمكانية علاج إدمان الكحول عن طريق العلاج المخدر (أو الصور الأخرى من الإدمان بشكل أقل شيوعًا). وتوصلت واحدة من تلك المراجعات حول فائدة العلاج المخدر في الشفاء من إدمان الكحول، إلى عدم إثبات أو نفي تلك الإمكانية. ووجدت دراسة أخرى ما بعد تحليلية شاملة منذ عام 2012، أنه في ضوء تحليل مجمع لست تجارب مخططة إكلينيكيًا بشكل عشوائي، كان هناك تأثيرًا مفيدًا واضحًا لجرعة واحدة من عقار إل إس دى على سوء تعاطي الكحول، ظهر في تقييم المتابعة الذي قُدم خلال فترة تتراوح ما بين 1 إلى 12 شهر بعد الخروج من كل برنامج علاجي. وشوهد أيضًا هذا التأثير العلاجي الناتج من عقار إل إس دى على سوء تعاطي الكحول خلال فترة تراوحت بين 2 إلى 3 شهور وعند 6 شهور، إلا أنه لم يكن ذو دلالة إحصائية فيما بعد العلاج بحوالي 12 شهر. وكان هناك من بين ثلاثة تجارب أظهرت امتناعًا كاملًا عن تعاطي الكحول، تأثيرًا مفيدًا بشكل واضح من عقار إل إس دى في أول متابعة قُدمت، والتي تتراوح بين 1 إلى 3 شهور بعد الخروج من كل برنامج علاجي.

### في المرض الميؤوس من شفائه
جمع ريتشارد ينسن وألبرت كيرلاند وباحثون آخرون، الدليل على أن العلاج المخدر يمكن استخدامه مع هؤلاء الذي يعانون من قلق ومشاكل أخرى مرتبطة بالأمراض الميؤوس من شفائها.